# Siseme megala
Siseme megala är en fjärilsart som beskrevs av Adalbert Seitz 1917. Siseme megala ingår i släktet Siseme och familjen Riodinidae. Inga underarter finns listade i Catalogue of Life.